# 周该
周該（?—?），晉朝天門人。叔父周級為宜都內史。王敦之亂爆發後，譙王司馬承在湘州起兵反對王敦，周級派周該偷偷來到湘州，與司馬承相見，表示願意追隨司馬承起兵討伐王敦。司馬承大喜。不過當時司馬承已經被王敦的將領魏乂包圍，周該與湘州從事周崎出城復命時，都被魏乂抓捕並拷打致死。周該至死都沒有透露周級密謀聯絡司馬承之事，使得周級避免遭到王敦處罰。

## 延伸阅读
[在维基数据编辑]
 《晉書·卷089》，出自房玄齡《晉書》